# A Place with No Name
A Place with No Name – drugi singel Michaela Jacksona z albumu Xscape.
Utwór jest coverem piosenki zespołu America o tytule „A Horse With No Name” z 1972 roku. Nie jest znana dokładna data nagrania tego utworu. Zespół, gdy dowiedział się, że Jackson chce stworzyć własną wersję, oświadczył, że członkowie są zaszczyceni. 24-sekundowy fragment piosenki wyciekł do Internetu 16 lipca 2009 roku na serwisie plotkarskim TMZ.com, trzy tygodnie po śmierci piosenkarza. Kompletna wersja pojawiła się w internecie 3 grudnia 2013 roku. Oficjalnie nowa wersja utworu została wydana 13 maja 2014 roku na albumie Xscape.
Singel z piosenką ukazał się 26 września 2014 roku nakładem MJJ Productions. Zawierał 2 wersje piosenki: singlową i albumową oraz utwór „Slave To The Rhythm”. Producentami „A Place With No Name” byli: Michael Jackson, Dr. Freeze i Stargate